# Fabrizio Cicchitto
Fabrizio Cicchitto (né le 26 octobre 1940 à Rome) est un homme politique italien, membre d'Alternative populaire,.
Député élu une première fois lors de la VIIe législature, sous l'étiquette du Parti socialiste italien, parti dans lequel il demeure jusqu'en 1994, avant de rejoindre Forza Italia en 1999 (jusqu'en 2009) puis le Peuple de la liberté jusqu'en 2013, date à laquelle il rejoint le Nouveau Centre-droit. 